# 1930년 전국체육대회 육상
1930년 전국체유대회 육상은 일제강점기 조선 경성부에서 개최된 1930년 전국체육대회의 경기 종목이다. '제7회 전조선육상경기대회'로 개최되었으며 1930년 6월 28일부터 6월 29일까지 경성운동장에서 개최되었다. 이 대회부터 여자 선수가 참가하기 시작하였고, 육상 선수 88명이 참가하였다. 일부 선수의 경기 기록 외에는 경기 기록, 순위 등의 기록은 남아 있지 않은 상태이다.

## 참고 문헌
- 대한체육회 (1990). 《대한체육회 70년사》.
- 대한체육회 (2011). 《대한체육회 90년사》.
- 대한체육회 100주년 기념사업부 (2020). 《대한민국 체육 100년》. 대한체육회. 2023년 9월 21일에 원본 문서에서 보존된 문서. 2022년 7월 20일에 확인함.

| 전국체육대회 육상 |                                    |           |
| 이전 대회         | 1930년 전국체육대회 육상 경성 1930 | 다음 대회 |
| 경성 1929         | 1930년 전국체육대회 육상 경성 1930 | 경성 1932 |